# Patrick Emontspool
Patrick Emontspool, né en 1961 à Eupen, est un pilote de rallyes belge.

## Biographie
Ce pilote débuta en courses de rallyes dès l'âge de 18 ans, en 1979.
Avec son frère René, il fut également concessionnaire Opel à Verviers, et le resta à Trooz et à Soumagne. 

## Palmarès
- 2006: Champion d'Afrique des rallyes (ARC), sur Subaru Impreza WRX STI (Groupe N; copilote Alain Robert);
- 2005: Champion des rallyes de Madagascar.

## 2 victoires en championnat d'Afrique des rallyes (ARC)
- 2006: Rallye de Tanzanie (copilote Alain Robert), sur Subaru Impreza;
- 2006: Rallye Côte d’Ivoire Bandama (copilote Alain Robert), sur Subaru Impreza;
  - 3e du rallye Côte d’Ivoire en 1998 (4e en 1997);
  - 3e du rallye de Zimbabwe en 2006;
  - 3e du rallye de Zambie en 2006;
  - 3e du rallye du Ruanda en 2006;
  - 9e du rallye safari du Kenya en 2007 (copilote Alain Robert).